# Јужни мали галаго
Јужни мали галаго (лат. Galago moholi) је врста полумајмуна из породице галага (Galagidae). 

## Распрострањење
Ареал јужног малог галага обухвата већи број држава у Африци. Врста има станиште у Јужноафричкој Републици, Замбији, Зимбабвеу, Анголи, Танзанији, Боцвани, Бурундију (непотврђено), ДР Конгу, Малавију, Мозамбику, Намибији, Руанди (непотврђено) и Свазиленду.

## Станиште
Станишта врсте су шуме, саване и речни екосистеми. 

## Угроженост
Ова врста није угрожена, и наведена је као последња брига јер има широко распрострањење.